# Alexandre del Valle
Alexandre del Valle, cuyo verdadero nombre es Marc d'Anna (Perpiñan, Francia; 4 de septiembre de 1968), es un científico político, periodista, columnista político y ensayista francés, interesado en cuestiones del Islam, del terrorismo y de la geopolítica del mundo musulmán.

## Biografía
Nació en el seno de una familia franco-italiana.
Estudió en el Instituto de Estudios Políticos de Aix-en-Provence, la Universidad Montpellier 3 Paul-Valéry y el Instituto de Ciencias Políticas de Milán. Es licenciado en Seguridad, Defensa Nacional e Historia de las Doctrinas Políticas.
Defendió una tesis en la historia contemporánea en la Universidad Montpellier 3 Paul-Valéry con el título "L’Occidente y la segunda descolonización: el Indigenismo y el islamismo de la Guerra Fría hasta hoy".
Al principio de su carrera, trabajó como funcionario en Francia, luego trabajó en el Parlamento Europeo en Bruselas, antes de crear su empresa de consultoría y, actualmente, es profesor de geopolítica y de relaciones internacionales en la Escuela de Comercio - La Rochelle.

## Ensayos
Es autor de siete libros, traducidos en portugués, italiano y serbio. En su primer libro "El Islamismo y los Estados Unidos: una alianza contra Europa", estudia la explotación por parte de los servicios de los Estados Unidos de los muyahidines de Afganistán en su lucha contra la Unión Soviética. En el último libro "El caos de Siria", estudia las causas profundas del conflicto sirio
Defendió la idea de acercamiento entre Rusia y Europa para crear un nuevo bloque geopolítico que llamó "Pan-Occidente", necesario para combatir la amenaza islamista
Describe el islamismo como un tercer tipo de totalitarismo, dos otros siendo el nazismo y el comunismo. En su obra Del Valle analiza la convergencia internacional neo-totalitaria “Preconizando la lucha de las civilizaciones y de las religiones, declarando después la guerra al mundo judaico-cristiano en nombre de los ‘desheredados’ del resto del planeta, (el islamismo revolucionario) seduce tanto a los nostálgicos del tercer Reich pagano, decididos a erradicar el judaísmo y el cristianismo, como a los partidarios de la hoz y el martillo, dispuestos a combatir el Occidente ‘burgués’ y el ‘capitalismo’”.
Alexandre del Valle describe el proceso de declinación de la importancia de Occidente que continuará en el año 2016. Según Del Valle, "no se trata de desintegración o desaparición de los países del 'primer mundo', sin embargo en la palestra internacional sus valores ideológicos pierden su autoridad indudable. Surgirán nuevos polos ideológicos y geopolíticos, que intentan liberarse de la hegemonía de Occidente". Del Valle cree que "Rusia desempeña el papel principal en ese proceso de redistribución del poder, ya que "no va a permitir a EE. UU. que desestabilice a los gobiernos legítimos en cualquier rincón del mundo, amenazando a los intereses rusos".

## Algunas publicaciones
- La Maronité politique, Le système confessionnel libanais et la guerre civile, IEP d'Aix-en-Provence, 1992 (memoria).
- Statut légal des minorités religieuses en terres d'Islam, Faculté de droit d'Aix-en-Provence, 1993 (memoria).
- La Théorie des élites, Faculté de Sciences politiques de Milan, 1993 (memoria de DEA en historia de doctrinas políticas y de instituciones políticas).
- Islamisme et États-Unis, une alliance contre l'Europe (Islamismo y Estados Unidos, la alianza contra Europa), L'Âge d'Homme, 1997 (ISBN 2-8251-1060-4) versiones italiana y serbo-croata.
- Une idée certaine de la France (ouvr coll), Sous la direction d'Alain Griotteray, 1999, France-Empire, 1998.
- Guerres contre l'Europe : Bosnie, Kosovo, Tchétchénie, Les Syrtes, 2001 (ISBN 2-84545-045-1). (versions espagnoles, brésilienne, portugaise, italienne et serbo-croate).
- Quel avenir pour les Balkans après la guerre du Kosovo, Paneuropa/L'Âge d'Homme, 2000.
- Le Totalitarisme islamiste à l'assaut des démocraties, Les Syrtes, 2002.
- La Turquie dans l'Europe : un cheval de Troie islamiste ?, Les Syrtes, 2004 (ISBN 2-84545-093-1).
- Le Dilemme turc, ou les vrais enjeux de la candidature d'Ankara avec Emmanuel Razavi, Les Syrtes (ISBN 2-84545-116-4).
- Frères musulmans. Dans l'ombre d'Al Qaeda, Jean-Cyrille Godefroy, 2005 (ISBN 2-86553-179-1) prefacio de Emmanuel Razavi.
- Perché la Turchia non può entrare nell'Unione europea, Guerini ed Associati, Milán, 2009 (prefacio de Roberto de Mattei).
- I Rossi, Neri, Verdi: la convergenza degli Estremi opposti, Lindau, 2009, Turin (prefacio Magdi Allam).
- Pourquoi on tue des chrétiens dans le monde aujourd'hui ? : La nouvelle christianophobie, Maxima Laurent du Mesnil 2011 (prefacio Denis Tillinac)
- Le complexe occidental : Petit traité de déculpabilisation, L'artilleur, Toucan Essais, 2014.
- Le Chaos syrien, printemps arabes et minorités face à l'islamisme, Dhow, 2014.
- Comprendre le chaos syrien, des révolutions arabes au jihad mondial, L'Artilleur, col. Toucan essais, 2016